# Kolväte

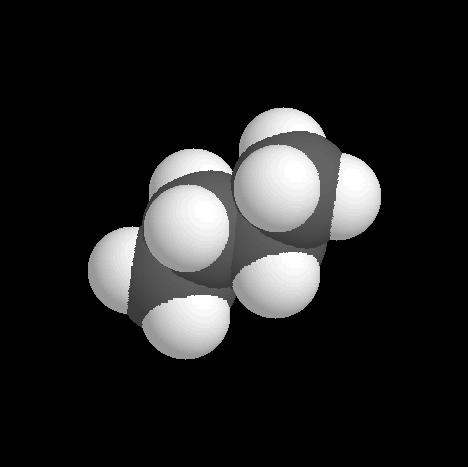
En kalottmodell av kolvätet butan.

Kolväten är kemiska föreningar bestående av enbart kol och väte. Kolväten har en ryggrad bestående av kolatomer, på vilka väteatomerna sitter. Denna kedja kan vara ogrenad, grenad eller ringformad. Kolväten är opolära ämnen – de är svårlösliga i vatten, särskilt de större molekylerna, medan de däremot löses väl i fetter.

## Olika typer av kolväten
Kolväten förekommer vid rumstemperatur både som gaser, flytande ämnen och som fasta ämnen. Asfalt, vax och paraffin är exempel på kolväten som förekommer i fast form vid rumstemperatur, till exempel bensin är flytande medan metan och etan är gasformiga.
De kolatomer som endast har enkelbindning mellan varandra, kallas mättade kolväten. Kolväten som innehåller dubbelbindning eller trippelbindning, kallas omättade kolväten
I allmänhet delas kolvätena upp i tre grupper:
- Alkaner och cykloalkaner, eller mättade kolväten
- Aromatiska kolväten
- Omättade kolväten. Består av flera undergrupper:
  - Alkener
  - Alkyner
  - Allener

| Antal kolatomer | Alkan (enkelbindning) | Alken (dubbelbindning) | Alkyn (trippelbindning) | Cykloalkan  | Alkadien  |
| --------------- | --------------------- | ---------------------- | ----------------------- | ----------- | --------- |
| 1               | Metan                 | –                      | –                       | –           | –         |
| 2               | Etan                  | Eten (etylen)          | Etyn (acetylen)         | –           | –         |
| 3               | Propan                | Propen (propylen)      | Propyn (metylacetylen)  | Cyklopropan | Propadien |
| 4               | Butan                 | Buten (butylen)        | Butyn                   | Cyklobutan  | Butadien  |
| 5               | Pentan                | Penten                 | Pentyn                  | Cyklopentan | Pentadien |
| 6               | Hexan                 | Hexen                  | Hexyn                   | Cyklohexan  | Hexadien  |
| 7               | Heptan                | Hepten                 | Heptyn                  | Cykloheptan | Heptadien |
| 8               | Oktan                 | Okten                  | Oktyn                   | Cyklooktan  | Oktadien  |
| 9               | Nonan                 | Nonen                  | Nonyn                   | Cyklononan  | Nonadien  |
| 10              | Dekan                 | Decen                  | Decyn                   | Cyklodecan  | Dekadien  |

## Användningsområden
Eftersom kolväten innehåller stora energimängder och dessutom har lätt att brinna i luft, används många kolväten som bränsle. Vid förbränning bildas koldioxid och vatten. De lättaste kolvätena (till exempel metan och etan, vilka har en respektive två kolatomer) är gasformiga och ingår i naturgas, vilken bland annat används som bränsle i stor skala. Propan och butan (tre respektive fyra kolatomer) används som bränsle i brännare, såsom bunsenbrännare, och i cigarettändare. Olika kolväten med ungefär 5–10 kolatomer används som motorbränsle, bensin. Ännu längre kedjor har de ämnen som ingår i råolja, eldningsolja och diesel.
Bland andra användningsområden finns lösningsmedel, vilket främst aromatiska kolväten används till, och framställning av plaster, där omättade mindre kolväten som eten och propen används.